# Hieracium neoserratifrons
Hieracium neoserratifrons là một loài thực vật có hoa trong họ Cúc. Loài này được T.Tyler mô tả khoa học đầu tiên năm 2005.